# Slepá pozemní komunikace

Značka slepé pozemní komunikace v Česku

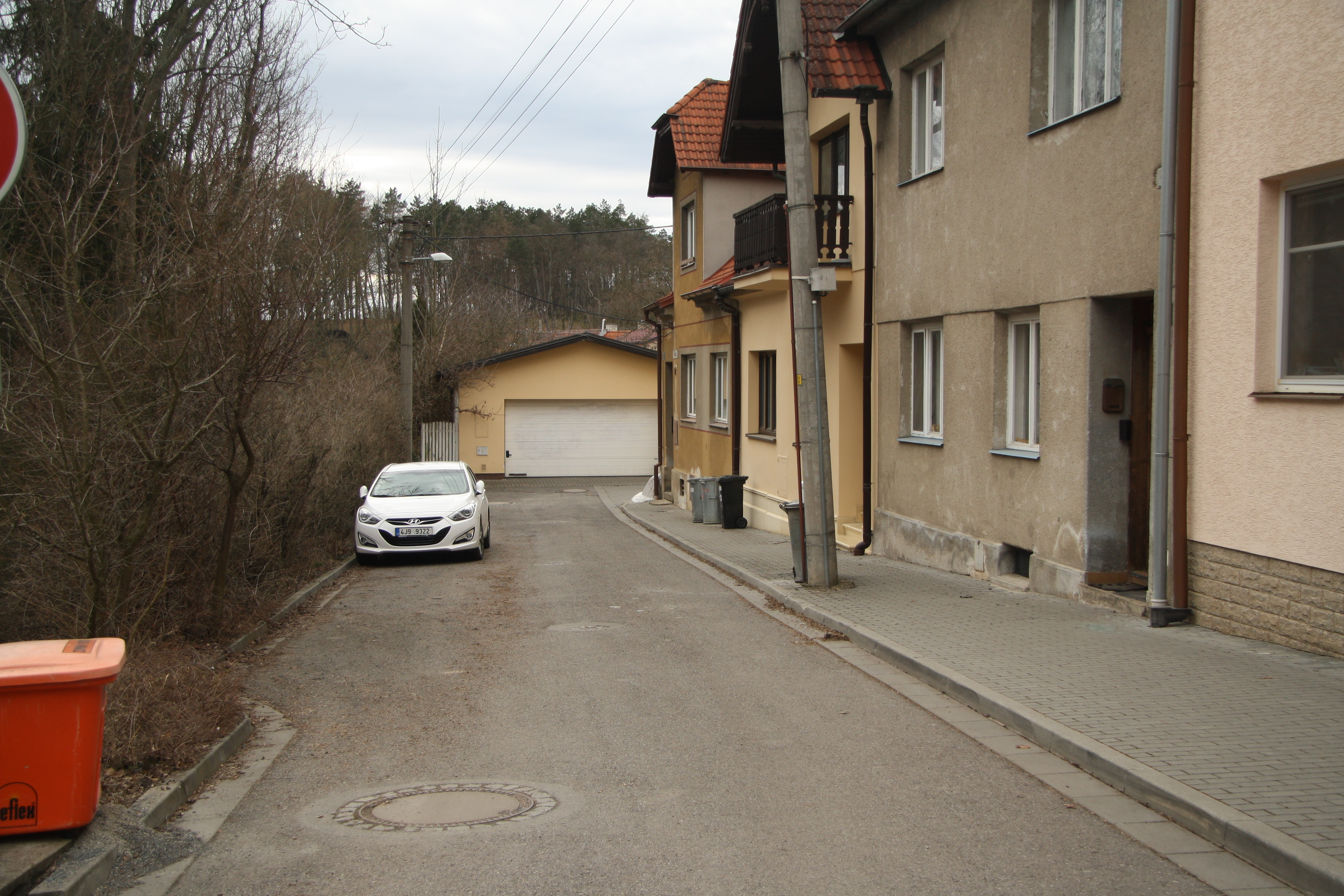
Slepá ulice v Třebíči

Slepá pozemní komunikace (často též slepá ulice nebo slepá silnice) je taková pozemní komunikace, která na určitém místě končí, popřípadě nelze dále pokračovat v jízdě (na konci silnice je zákaz vjezdu) a je potřeba se otočit. Slepá pozemní komunikace nemůže být současně jednosměrnou. Slepé silnice bývají nejčastější v městských zástavbách a v méně frekventovaných oblastech, mohou vznikat ale i během stavebních prací na obvykle průjezdných frekventovaných silnicích.
Dopravní značka upozorňující na slepou pozemní komunikaci je tmavě modrá ve tvaru čtverce, zobrazující bílý pruh ukončený červeným obdélníkem, přičemž podobné značky lze vidět i v jiných evropských zemích. Tato značka je označena jako IP 10a a byla zavedena 1. ledna 1967 vyhláškou č. 80/1966 Sb.